# محمد داود
محمد داود ، (1318 هـ / 1901 م - 1404 هـ / 1984 م). مؤرخ وأديب وأستاذ، صاحب موسوعة تاريخ تطوان.

## سيرته
هو محمد بن الحاج أحمد داود، ولد بتطوان يوم 11 ذي الحجة عام 1318 هـ الموافق لفاتح ابريل سنة 1901 م. حفظ القرآن الكريم ومجموع المتون اللغوية والعلمية على يد فقهاء تطوان، ثم شرع في قراءة العلوم العربية والأدبية والشرعية على يد أكبر علمائها. سافر بعد ذلك إلى فاس وبها تابع دروسه بجامع القرويين. وقد عاد منها إلى تطوان في سنة 1922 حيث أسندت إليه خطة العدالة، كما شرع في إعطاء الدروس للشباب. وقد اولى أيضا اهتماماً في الكتابة في الصحف العربية المشرقية والمغربية حيث اشتغل كمراسل الخاص لجريدة «الأهرام» المصرية في عهد حرب الريف ضد الاحتلال الأجنبي بزعامة محمد بن عبد الكريم الخطابي. أسس مع جملة من رفاقه المدرسة الأهلية أواخر سنة 1924 ، فكانت أول مدرسة عربية إسلامية وطنية حرة عاملة على تعليم النشأ تعليماً عربياً إسلامياً وطنياً على الطريقة الحديثة بشمال المغرب في عهد الحماية، وقد تولى إدارة هذه المدرسة والتدريس بها نحو اثنتي عشرة سنة. كما أسس شركة المطبعة المهدية سنة 1928 ، وانتخب رئيساً لمجلس إدارتها، فكانت أول مطبعة عربية وطنية كبرى ساهمت في نشر الثقافة وعملت في حقل النضال الوطني في شمال المغرب. وفي سنة 1929 تزوج بالسيدة رقية ابنة الوجيه الوطني الأستاذ الحاج عبد السلام بنونة، وهي والدة جميع أبنائه: حسن وإحسان ولسان الدين ومصطفى وحسناء.
انتخب عضواً سكرتيراً في لجنة إصلاح التعليم الإسلامي بشمال المغرب سنة 1930 كما انتخب عضواً في المجلس البلدي بتطوان عندما أجريت الانتخابات الحرة في عهد الجمهورية الإسبانية سنة 1931 وعند تأسيس هيئة العمل الوطني بشمال المغرب في سنة 1933 ذاتها كان محمد داود أحد قادتها.
وفي سنة 1933 انتخب عضواً ومقرراً في اللجنة العلمية المكونة لدرس قانون تنظيم محاكم العدلية المخزنية. وفي نفس السنة أنشأ مجلة «السلام»، وهي أول مجلة عربية وطنية حرة استقلالية في عهد الحمايتين الفرنسية والإسبانية على المغرب. في سنة 1935 حج بيت الله الحرام، حيث قام برحلة استغرقت ستة أشهر زار فيها من بلاد الشرق كلا من مصر والحجاز ونجد والعراق وشرق الأردن وفلسطين، وقد منعته السلطة الفرنسية من زيارة سوريا ولبنان، وكانتا إذ ذاك تحت انتدابها.
تم تعيينه مفتشاً عاماً للتعليم الإسلامي بالمنطقة الخليفية من المغرب، وهو أول وظيف حكومي تولاه في حياته سنة 1937 كما عين عضواً في المجلس الأعلى للأوقاف الإسلامية في شمال المغرب عام 1939 . عندما نال المغرب إستقلاله واسترجع سيادته، عينه الملك محمد الخامس بن يوسف سنة 1956 عضواً رسمياً في الوفد الحجازي الذي يمثل جلالته. كما عينه جلالته في نفس السنة عضواً من بين أربعة أعضاء يمثلون علماء المغرب في المجلس الوطني الاستشاري، ولقد انتخب مستشاراً في مجلسه الإداري وعضواً في مكتبه الرئيسي. وفي عهد جلالة الملك الحسن الثاني، تم تعيينه من طرف جلالته مدير الخزانة الملكية بالرباط سنة 1969 ، ولم يتخل عن هذه المهمة إلا في سنة 1974 ، وذلك لأسباب صحية جعلته يرجع إلى مسقط رأسه تطوان، حيث اشتغل بأبحاثه ومؤلفاته. توفي محمد داود - رحمه الله - يوم الإثنين 4 رمضان 1404 هـ موافق 4 يونيو 1984م.

## مؤلفاته
للأستاذ محمد داود مجموعة من الأبحاث والدراسات والمقالات المختلفة التي ما زال بعضها موزعاً بين الصحف والمجلات أو مخطوطاً في مكتبته العامرة. من أهم مؤلفاته المطبوعة:
- موسوعة تاريخ تطوان في خمسة عشر (15) مجلداً، طبعت منها تسعة (9) مجلدات.
- مختصر تاريخ تطوان، الفائز بجائزة معهد مولاي الحسن سنة 1953[3]
- الأمثال العامية في تطوان والبلاد العربية في أربعة مجلدات، طبع منها الجزء الأول: المقدمات والأمثال المجردة
- على رأس الأربعين مذكرات الأستاذ محمد داود. وقد طبع منه الجزء الأول

و من أهم مؤلفاته التي ما زالت بخط يده:
- عائلات تطوان
- النقود المغربية في مائة عام

## جوائزه
- نال جائزة الأسواق الأدبية في مدينة سبتة لأدباء اللغتيين العربية والإسبانية سنة 1923
- نال الجائزة الأولى في مهرجان الأسواق الأدبية في مدينة سبتة سنة 1928 مع الزهرتيين المطبعية والذهبية
- نال جائزة معهد مولاي الحسن للأ بحاث سنة 1953 لكتابه مختصر تاريخ تطوان

## روابط خارجية
موقع مكتبة محمد داود (أرشيف)